# Isabelle Mouthon-Michellys
Isabelle Mouthon-Michellys (Annecy, 14 juni 1966), bijgenaamd Isa, is een Frans triatlete. Ze deed tienmaal mee aan de wereldkampioenschappen. Ze is tweevoudig wereldkampioen lange afstand, tweevoudig Europees kampioen middenafstand en tweevoudig Europees kampioen olympische afstand.
Mouthon werd in 1995 tweede op de Ironman Hawaï met een tijd van 9:25.13. Op de Olympische Zomerspelen van 2000 in Sydney behaalde ze een zevende plaats in 2:02.53,41. Haar tweelingzus Béatrice Mouthon deed ook mee aan deze wedstrijd.
Ze is aangesloten bij Sartrouville Triathlon en werkzaam als fysiotherapeute bij de SNCF (Franse nationale spoorwegmaatschappij).

## Titels
- Wereldkampioen triatlon op de lange afstand: 1994, 2000
- Europees kampioen triatlon op de middenafstand: 1990, 1994
- Europees kampioen triatlon op de olympische afstand: 1991, 1995
- Frans kampioen triatlon: 1998, 1999

## Belangrijke prestaties

### triatlon
- 1990:  EK olympische afstand in Linz - 2:07.36
- 1990: 17e WK olympische afstand in Orlando - 2:12.53
- 1990:  EK middenafstand in Trier - 4:29.04
- 1991:  EK olympische afstand in Genève - 2:07.53
- 1991: 4e WK olympische afstand in Gold Coast - 2:03.35
- 1992: 5e EK olympische afstand in Lommel - 2:04.47
- 1992: 9e WK olympische afstand in Huntsville - 2:06.29
- 1992:  EK middenafstand in Joroinen - 4:06.48
- 1993: 5e EK olympische afstand in Echternach - 2:12.37
- 1993: 13e WK olympische afstand in Manchester - 2:11.21
- 1994:  EK olympische afstand in Eichstätt - 2:05.58
- 1994: 5e WK olympische afstand in Wellington - 2:07.19
- 1994:  EK middenafstand in Novo Mesto - 4:17.45
- 1994:  WK lange afstand in Nice - 6:41.50
- 1995:  EK olympische afstand in Stockholm - 1:59.33
- 1995: 5e WK olympische afstand in Cancún - 2:06.34
- 1995:  Ironman Hawaï - 9:25.13
- 1997: 7e EK olympische afstand in Vuokatti - 2:17.05
- 1997: 5e WK olympische afstand in Perth - 2:01.09
- 1997:  WK lange afstand in Nice - 6:21.23
- 1998: 5e WK olympische afstand in Lausanne - 2:09.10
- 1999: 11e WK olympische afstand in Montreal - 1:57.34
- 2000: 19e WK olympische afstand in Perth - 1:56.55
- 2000:  WK lange afstand in Nice - 7:04.48
- 2000: 7e Olympische Spelen in Sydney - 2:02.53,41